# 熙川市
熙川市（：／ Hŭichŏn si */?）是朝鮮民主主義人民共和國慈江道南部的一個工業城市，有滿浦線鐵路經過，西南與平安南、北道交界 （妙香山）。1987年人口163,000人。
當地原本是小山村，韓戰期間金日成基於交通和位置因素選定當地作為機械工業城，開始了當地的工業化發展史，2012年2月號稱僅用150天籌建大型水力發電廠，至今發展到核武的濃縮鈾離心機都在當地製造。